# Плицев, Виктор Эдуардович
Виктор Эдуардович Плицев (26 июня 1995, Можга, Удмуртия) — российский биатлонист, призёр чемпионата России, двукратный чемпион мира среди юниоров. Мастер спорта России.

## Биография
Воспитанник можгинского спорта, первый тренер — Коротаев Алексей Фёдорович. На внутренних соревнованиях представляет с 2023 года Ямало-Ненецкий автономный округ.

### Юниорская карьера
Неоднократный призёр первенств России и отборочных соревнований в младших возрастах. Победитель общего зачёта юниорского Кубка России 2015/16.
В 2014 году стал бронзовым призёром Зимнего европейского юношеского олимпийского фестиваля в Румынии (Брашов) в индивидуальной гонке.
Также в 2014 году принимал участие в юниорском чемпионате мира в Преск-Айле в категории до 19 лет, стал чемпионом в эстафете, занял 28-е место в спринте и 9-е — в гонке преследования.
В 2016 году участвовал в юниорском чемпионате мира в Кейле-Грэдиштей среди спортсменов до 21 года, стал чемпионом в эстафете и занял 18-е место в индивидуальной гонке. В том же году принял участие в юниорском чемпионате Европы, где был шестым в индивидуальной гонке, восьмым в спринте и четвёртым — в гонке преследования.
В сезоне 2015/16 участвовал в гонках юниорского Кубка IBU.
Участник чемпионата мира среди юниоров по летнему биатлону 2016 года в Отепя, где не смог подняться выше 17-го места.

### Взрослая карьера
На чемпионате России завоевал серебряную медаль в 2019 году в командной гонке в составе сборной Удмуртии. Бронзовый призёр чемпионата 2020 года в смешанной эстафете. Становился призёром этапов Кубка России.
Бронзовый призёр чемпионата России по летнему биатлону 2019 года в эстафете.